# US Open 2012 (golf)

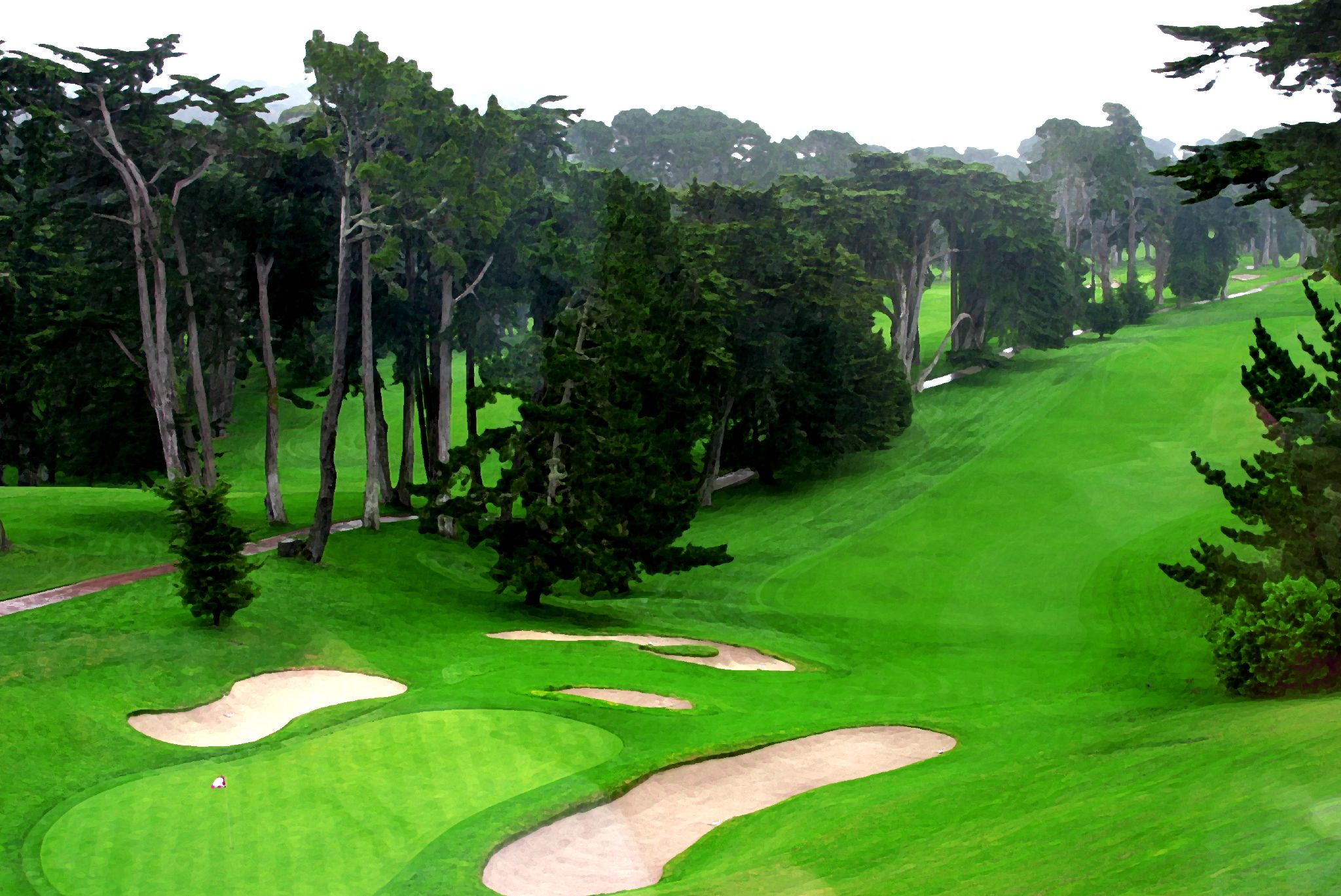
Hole 18, par 4

Het US Open is een jaarlijks, internationaal golftoernooi, dat in 2012 van 11-17 juni op de Olympic Club in San Francisco wordt gespeeld. De golfclub is voor de vijfde keer gastheer van het Open. Al vijf keer is het toernooi in een play-off geëindigd.
Ieder jaar krijgt de winnaar van het Open een (naamloze) gouden medaille, in 2012 is daarvan een nieuw model gemaakt met een afbeelding van Jack Nicklaus erop, die in 1962 het Open won. De medaille zal voortaan de Nicklaus medaille heten. Nicklaus won 18 Majors.
Een maand voor de aanvang van het toernooi werd al bekendgemaakt dat Darren Clarke, de winnaar van het Brits Open, wegens blessure afwezig zou zijn.

## Voorbereidingen
Al in 2009 werden de eerste voorbereidingen getroffen voor de USGA (Amerikaanse golffederatie).
Er worden 35.000 bezoekers per dag verwacht, dat is 25% meer dan in 1998, toen de club voor het laatst gastheer was. 
Dinsdag speelde Phil Mickelson met Mark McCormick tegen de amateurs Beau Hossler en Alberto Sanchez, twee linkshandige tegen twee rechtshandige spelers. Mickelson eindigde in het US Open vijf keer als runner-up maar won nooit, De 49-jarige club-pro Mark McCormick slaagde er dit jaar eindelijk in zich voor het Open te kwalificeren, Hossler zit nog op school en speelde in 2011 al mee, en Sanchez heeft net zijn eindexamen gehaald en kwalificeerde zich de week daarop via een voorronde op Lake Mercer en het regionale toernooi op TPC Harding Park. De amateurs wonnen.

## Verslag
De par van de baan is 70.

#### Ronde 1
De 27-jarige Michael Thompson uit Arizona startte in groep 5 en ging aan de leiding met een score van 66 (-4). Na zes holes stond hij al +2 maar daar volgden zes birdies op. Niemand benaderde daarna zijn score. De 2de plaats wordt gedeeld door vijf spelers op een score van 69, en 17-jarige amateur Beau Hossler deelt na een ronde par de 7de plaats met zeven spelers. Er staan dus maar zes spelers onder par.

#### Ronde 2
Er staan nog maar drie spelers onder par en met een totaal van -1 staan Tiger Woods, Jim Furyk en David Toms aan de leiding. Slechts zeven spelers scoorden onder par. De beste ronde was een 67 van Hunter Hamrick, die zijn eerste US Open speelt. Nicolas Colsaerts maakte -1 en staat met een totaal van +1 met drie andere spelers op de vierde plaats.

#### Ronde 3
Er doen nog 72 spelers mee, de cut was +8. Nadat Jim Furyk op hole 5 zijn tweede bogey maakte, stond er niemand meer onder par en stonden Nicolas Colsaerts, Graeme McDowell, Fredrik Jacobson en Furyk allen met +1 aan de leiding. De groep bleef dicht bij elkaar, maar McDowell en Furyk gingen aan de leiding, en Colsaerts kwam de 4de plaats naast Westwood, die ook nog nooit een Major heeft gewonnen. Westwood maakte een ronde van 67 net als Casey Wittenberg, die maar net de cut haalde en daardoor naar de 18de plaats steeg.

#### Ronde 4
Het is weer een dag met veel wind. Voor het eerst in zes keer werd het US Open in San Francisco gewonnen zonder play-off. Webb Simpson speelde het US Open voor de tweede keer. Hij eindigde met twee rondes van 68 en won met een slag voorsprong op Graeme McDowell en Michael Thompson. Nicolas Colsaerts scoorde de laatste rond slecht en zakte naar de 27ste plaats. Beste amateur bleef Beau Hossler, hij werd 29ste, Patrick Cantlay, de nummer 1 van de wereld, had twee slagen meer nodig en werd 41ste.
- Live leaderboard

| Speler               | Ronde 1 | Ronde 1 | Nr  | Ronde 2 | Ronde 2 | Nr | Nr  | Ronde 3 | Ronde 3 | Totaal | Nr  | Ronde 4 | Ronde 4 | Totaal | Nr  |
| -------------------- | ------- | ------- | --- | ------- | ------- | -- | --- | ------- | ------- | ------ | --- | ------- | ------- | ------ | --- |
| Webb Simpson         | 72      | +2      | T17 | 73      | +3      | +5 | T23 | 68      | -2      | +3     | T8  | 68      | -2      | +1     | 1   |
| Michael Thompson     | 66      | -4      | 1   | 75      | +5      | +1 | T4  | 74      | +4      | +5     | T18 | 67      | -3      | +2     | T2  |
| Graeme McDowell      | 69      | -1      | T2  | 72      | +2      | +1 | T4  | 68      | -2      | -1     | T1  | 73      | +3      | +2     | T2  |
| Jim Furyk            | 70      | par     | T7  | 69      | -1      | -1 | T1  | 70      | par     | -1     | T1  | 74      | +4      | +3     | T4  |
| John Petersen        | 71      | +1      | T12 | 70      | par     | +1 | T4  | 72      | +2      | +3     | T8  | 70      | par     | +3     | T4  |
| David Toms           | 69      | -1      | T2  | 70      | par     | -1 | T1  | 76      | +6      | +5     | T18 | 68      | -2      | +3     | T4  |
| Lee Westwood         | 73      | +3      | T40 | 72      | +2      | +5 | T23 | 67      | -3      | +2     | T4  | 73      | +3      | +5     | T10 |
| Fredrik Jacobson     | 72      | +2      | T17 | 71      | +1      | +3 | T9  | 68      | -2      | +1     | 3   | 75      | +5      | +6     | T15 |
| Tiger Woods          | 69      | -1      | T2  | 70      | par     | -1 | T1  | 75      | +5      | +4     | T14 | 73      | +3      | +7     | T21 |
| Justin Rose          | 69      | -1      | T2  | 75      | +5      | +4 | T18 | 71      | +1      | +5     | T18 | 72      | +2      | +7     | T21 |
| Nick Watney          | 69      | -1      | T2  | 75      | +5      | +4 | T18 | 73      | +3      | +7     | T32 | 70      | par     | +7     | T21 |
| Nicolas Colsaerts    | 72      | +2      | T17 | 69      | -1      | +1 | T4  | 71      | +1      | +2     | T4  | 76      | +6      | +8     | T27 |
| Beau Hossler (Am)    | 70      | par     | T7  | 73      | +3      | +3 | T9  | 70      | par     | +3     | T8  | 76      | +6      | +9     | T29 |
| Patrick Cantlay (Am) | 76      | +6      | T93 | 72      | +2      | +8 | T63 | 71      | +1      | +9     | T47 | 72      | +2      | +11    | T41 |

| Leider |  | Toernooirecord |  | Am = Amateur |  | MC = missed cut = cut gemist |

## Spelers
Professionals en amateurs die niet automatisch gekwalificeerd zijn, kunnen proberen via een van de 75 lokale voorkwalificatie-toernooien en het uiteindelijke 36-holes kwalificatietoernooi een startbewijs te krijgen. De maximale handicap voor amateurs is 1.4; Aan de 'local qualifyer'-toernooien deden in 2012 9006 spelers mee. Per toernooi ging een klein aantal spelers door naar een van de 13 'sectional qualifyers' (11 in de VS, 1 in Japan, 1 in Engeland). Daar werden 36 holes op één dag gespeeld om te bepalen welke spelers een startbewijs kregen.
Amateurs
Er doen zeven amateurs mee. Patrick Cantlay is de nummer 1 op de wereldranglijst, de andere zes hebben zich via voorrondes gekwalificeerd. Alberto Sanchez en Beau Hossler zijn pas 17 jaar. Alberto studeert op de Arizona State University en is in het najaar klaar, Beau zit nog een jaar op de Santa Margarita High school. Hij kwalificeerde zich ook in 2011 maar miste toen de cut.
| - Aaron Baddeley 6 - Sang-Moon Bae 2 - Thomas Bjørn 11 - Keegan Bradley 0 - Olin Browne 11 - Jonathan Byrd 4 - Ángel Cabrera (2007) 12 - Rafael Cabrera Bello 1 - M. Campbell (2005) 13 - Paul Casey 9 - Kevin Chappell 1 - KJ Choi 11 - Stewart Cink 16 - Tim Clark 8 - Nicolas Colsaerts 1 - Ben Crane 6 - Jason Day 1 - Luke Donald 8 - Jason Dufner 5 - Simon Dyson 3 - Ernie Els 20 - Gonzalo Fz-Castaño 1 - Rickie Fowler 3 - Jim Furyk (2003) 17 - Sergio García 12 - Robert Garrigus 3 - Lucas Glover (2009) 6 - Retief Goosen (2004) 14 - Bill Haas 3 - Anders Hansen 1 - Peter Hanson 5 - Pádraig Harrington 14 - Charles Howell III 8 - Trevor Immelman 7 - Ryo Ishikawa 2 - Fredrik Jacobson 4 - Miguel Ángel Jiménez 10 - Dustin Johnson 4 - Zach Johnson 8 - Brendan Jones 1 | - Robert Karlsson 7 - Martin Kaymer 4 - K.T. Kim 1 - Matt Kuchar 6 - Martin Laird 3 - Hunter Mahan 6 - Gr. McDowell (2010) 6 - Rory McIlroy (2011) 3 - Phil Mickelson 21 - Francesco Molinari 3 - Kevin Na 2 - Geoff Ogilvy (2006) 8 - Louis Oosthuizen 2 - J.B. Park 0 - Carl Pettersson 5 - Ian Poulter 8 - Alvaro Quiros 3 - Chez Reavie 3 - Robert Rock 1 - Justin Rose 6 - Charl Schwartzel 5 - Adam Scott 10 - John Senden 3 - Webb Simpson 1 - Vijay Singh 17 - Brandt Snedeker 6 - Kyle Stanley 2 - Steve Stricker 16 - David Toms 15 - Bo Van Pelt 5 - Nick Watney 5 - Bubba Watson 5 - Lee Westwood 13 - Mark Wilson 2 - Gary Woodland 2 - Tiger Woods (2008) 16 - Y.E. Yang 3 Amateur - Patrick Cantlay (WAGR 1) 1 | Kwalificatie op Walton Heath - Matthew Baldwin 0 - Grégory Bourdy 0 - George Coetzee 0 - Mikko Ilonen 1 - Raphaël Jacquelin 1 - Søren Kjeldsen 3 - Peter Lawrie 0 - Matteo Manassero 1 - Alexander Norén 1 - Lee Slattery 0 - Marc Warren 0 Kwalicicatie in Japan - Brendan Jones 1 - JB Park 0 - Dong-Hwan Lee 0 - Hiroyuki Fujita 1 - Tadahiro Takayama 1 - Toru Taniguchi 6 Kwalificatie in de VS - Blake Adams 0 - Michael Allen 5 - Stephen Ames 9 - Shane Bertsch 1 - Matthew Bettencourt 2 - Tommy Biershenk 0 - Jason Bohn 1 - Roberto Castro 0 - Alex Cejka 5 - Paul Claxton 1 - Jeff Curl 0 - Joe Durant 6 - Bob Estes 14 - Martin Flores 0 - Brian Gaffney 0 - Brice Garnett 0 - Hunter Haas 1 - James Hahn 0 - Hunter Hamrick (Am)3 | - Brian Harman 0 - Jim Herman 1 - Tim Herron 10 - Justin Hicks 3 - Morgan Hoffmann 1 - Beau Hossler (Am) 1 - Cole Howard 1 - Brooks Koepka (Am) 0 - Scott Langley 1 - Steve LeBrun 0 - Edward Loar 0 - Davis Love III 22 - William Lunde 1 - Steve Marino 3 - Casey Martin 1 - David Mathis 0 - Mark McCormick 0 - Dennis Miller 0 - Jesse Mueller 0 - Joe Ogilvie 4 - Samuel Osborne 0 - Rod Pampling 6 - John Petersen 0 - Scott Piercy 2 - DA Points 2 - Alistair Presnell 0 - Brian Rowell 0 - Alberto Sanchez (Am) 0 - Nick Sherwood (Am) 0 - Scott Smith 0 - Darren Stiles 3 - Kevin Streelman 2 - Anthony Summers 0 - Michael Thompson 1 - Nicholas Thompson 1 - Aaron Watkins 0 - Tim Weinhart 0 - Charlie Wi 1 - Cameron Wilson (Am) 0 - Casey Wittenberg 4 - Andy Zang, 14 jaar |

1 = aantal US Opens dat de speler eerder heeft gespeeld.

Het Amerikaanse kwalificatietoernooi eindigde in een play-off, waardoor Brooks Koepka mee mocht doen. Eerste reserve was Ande Zhang, die toch mee kon doen nadat Paul Casey zich terugtrok wegens een schouderblessure. De 14-jarige Zhang was de jongste deelnemer ooit.
De kwalificatie werd niet gehaald door bekende spelers zoals Tommy Fleetwood, José María Olazabal, Chris Wood, Colin Montgomerie, Tyson Alexander, Justin Leonard en David Duval. Thomas Pieters is eerste reserve bij de groep die op de Village Links of Glen Ellyn speelde.

De 40-jarige Casey Martin kwalificeerde zich in Tennessee door twee rondes van 69 te maken. Hij kwam in 1999 in het nieuws toen hij een rechtszaak won tegen de PGA Tour, waardoor hij toestemming kreeg tijdens het toernooi een buggy te gebruiken omdat hij een bloedcirculatieprobleem in zijn rechterbeen had.